# Mespilus germanica
Mespilus germanica, comúnmente llamado níspero común, níspero europeo o nisperero europeo, es un árbol frutal que produce un fruto llamado generalmente níspero. A pesar de que su nombre latino hace referencia a Germania, es originario del Asia Occidental, Asia del Norte, el este y sudeste de Europa, y fue llevado a Alemania por los romanos. Actualmente los cultivos del níspero japonés, introducido en España hace más de dos siglos por marinos mercantes han ido sustituyendo a los del europeo, que ya no suele encontrarse en los mercados.

## Descripción

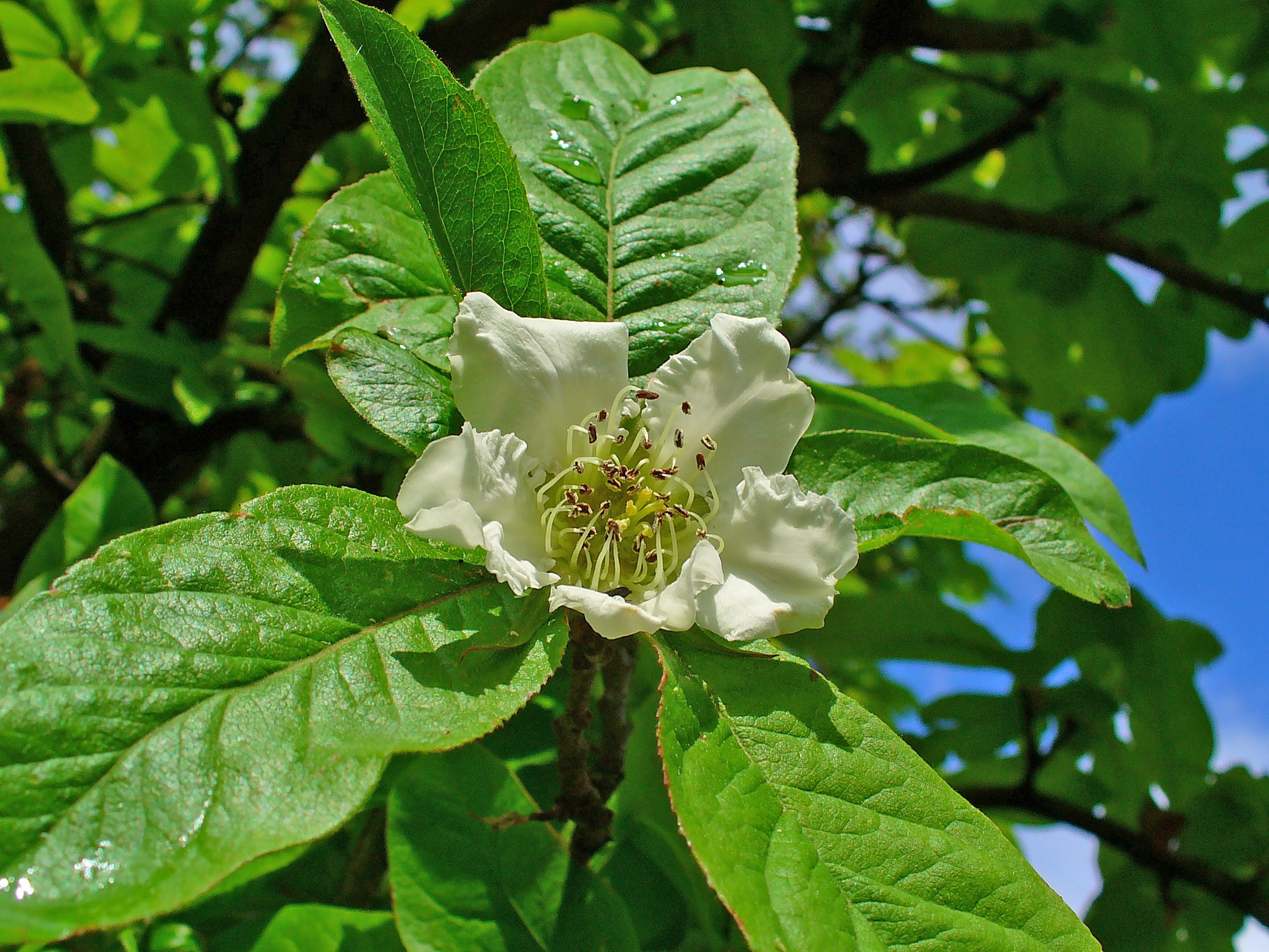
Flor

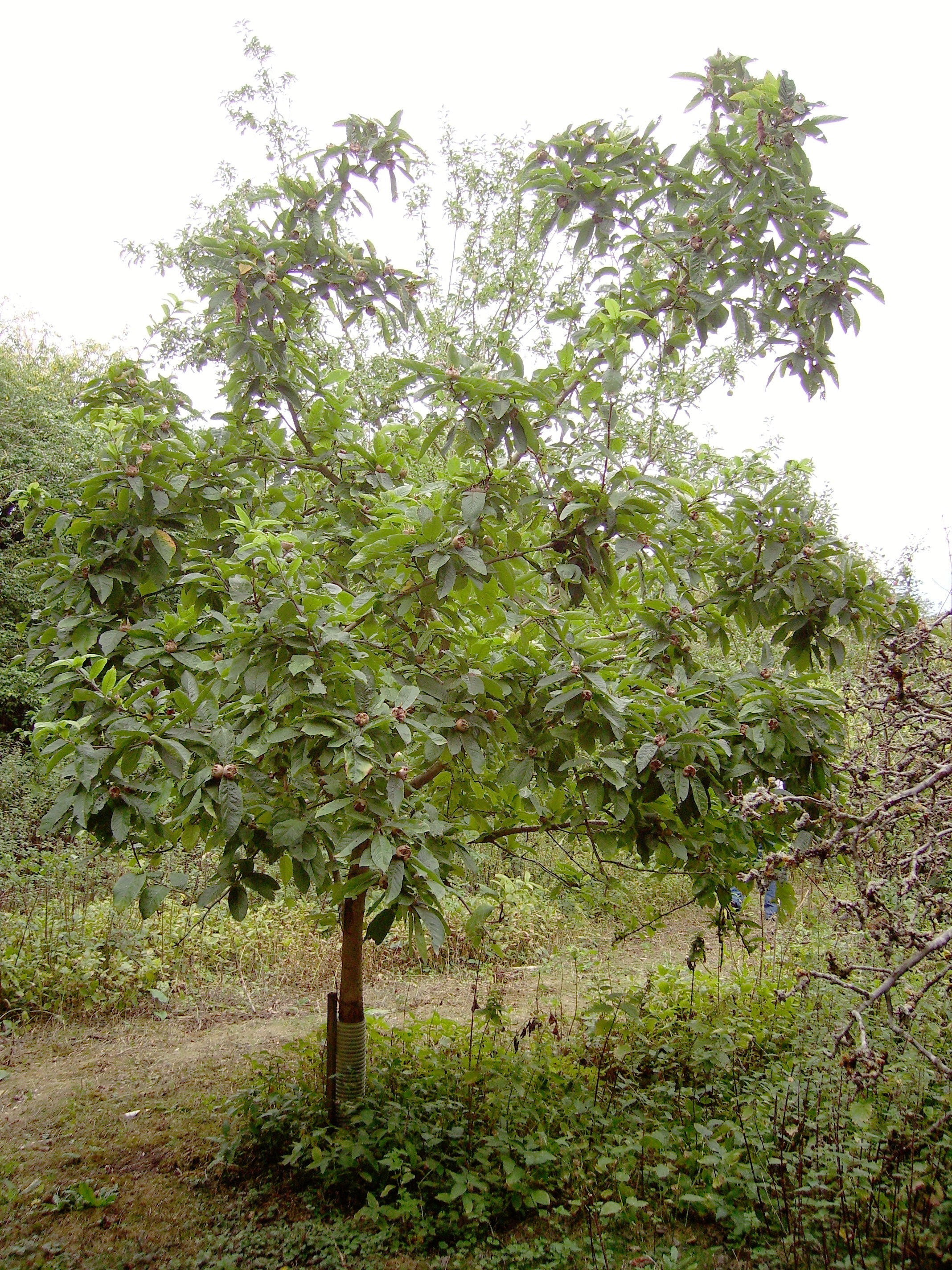
Vista del árbol

Árbol de hasta 5 m de altura, aunque también puede crecer con porte arbustivo, caducifolio.  Posee una copa baja y extendida con ramas retorcidas. Las hojas son oblongo-lanceoladas (12 cm × 5 cm), puntiagudas con márgenes dentados o lisos; con envés pubescente y haz glabro verde brillante.
Con una vida útil de treinta a sesenta años, el árbol es bastante efímero.
Las flores surgen solitarias en el ápice de las ramas. Tienen de 3 a 5 cm de diámetro, con cinco pétalos blancos y numerosos estambres. El fruto es un pomo globular de unos 2,5 cm, al principio de color gris verdoso pasando a amarillo dorado al madurar. Contiene de tres a cinco semillas.

## Historia
El níspero ya se cultivaba hace unos tres mil años en la región del mar Caspio. Hacia el año 700 a. C. llegó a Grecia, extendiéndose a Roma alrededor del año 200 a. C., convirtiéndose en un importante cultivo frutal durante el Imperio romano y la Edad Media. En la actualidad se ha naturalizado en casi toda Europa y, en ocasiones, se le encuentra asilvestrado, en cuyo caso es un pequeño árbol espinoso. A pesar de su nombre en latín, que significa níspero alemán o germánico, es autóctono del suroeste de Asia y también el sureste de Europa, en especial las costas del mar Negro de Bulgaria y de la Turquía moderna. El geógrafo griego Estrabón se refiere a un μέσπιλον (mespilon) en Geographica, libro 16, capítulo 4.

## Usos y cultivo

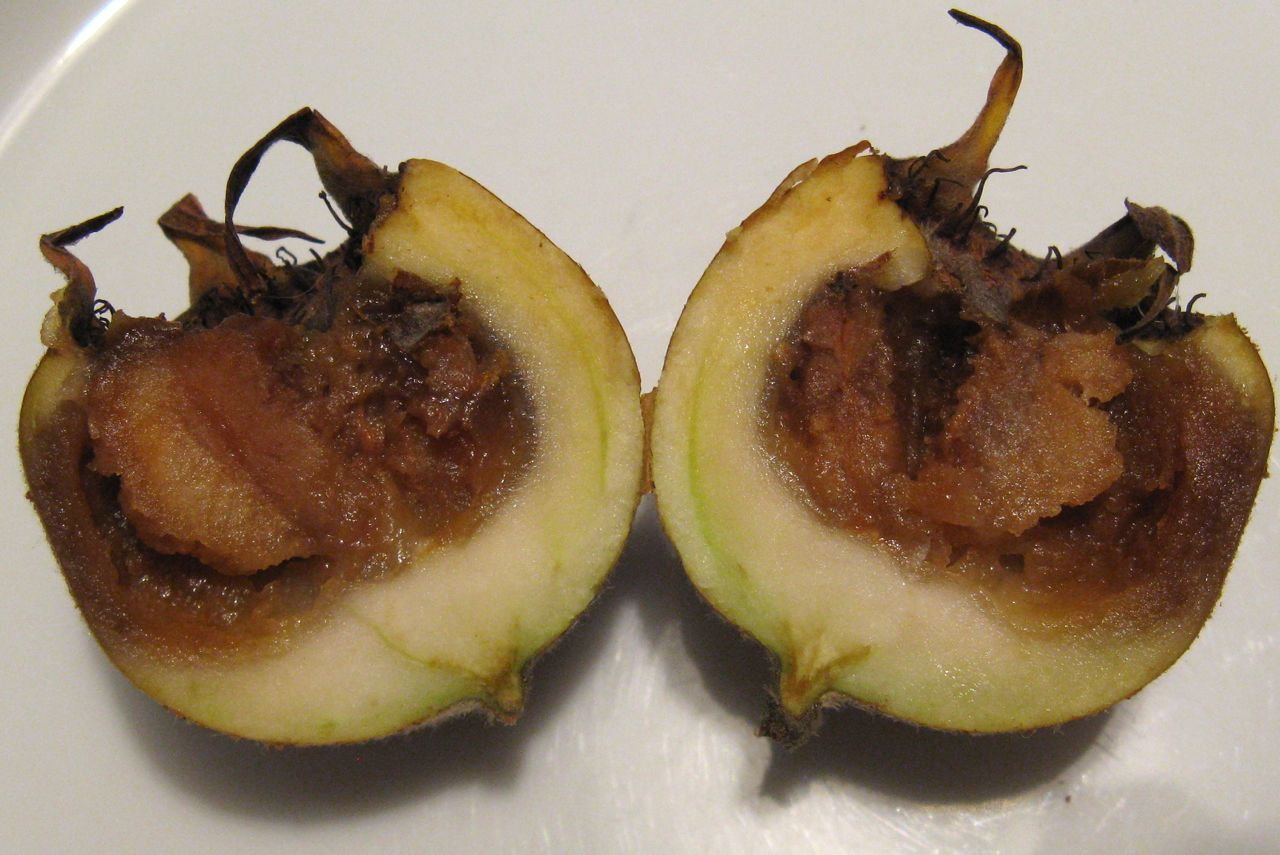
El proceso normal de maduración (sangrado) comienza en un lado de la fruta. La carne manchada es marrón; la carne madura pero sin "sangrar" es blanca.

Es resistente al frío y tolera casi cualquier sustrato, excepto los alcalinos.

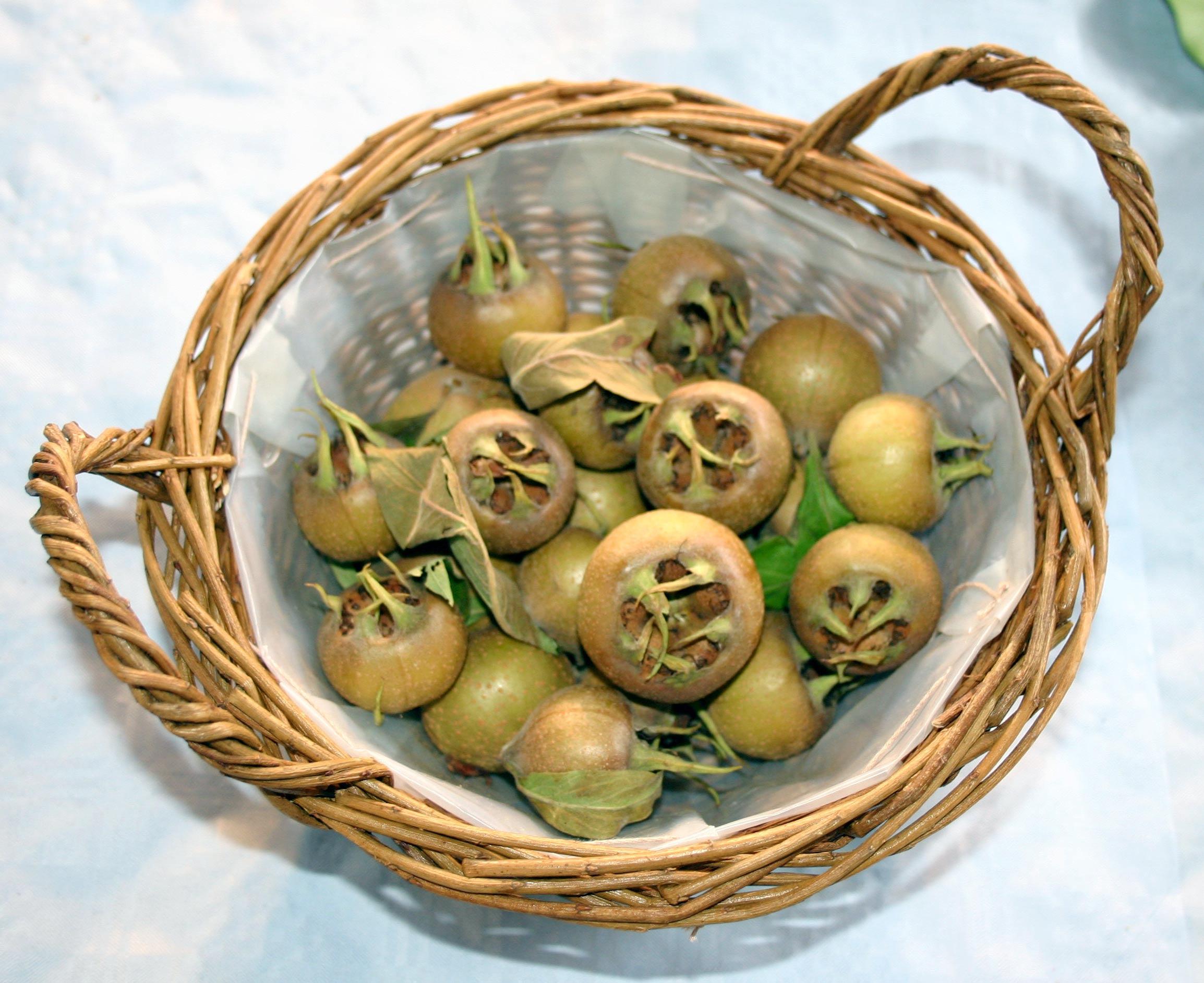
Cesta de frutos del nisperero europeo de Alemania, donde son algo más comunes.

### Consumo del fruto
Las frutas de Mespilus germanica (al igual que en el caso del fruto del membrillo) son duras y ácidas al estar frescas, pero se vuelven comestibles si se les realiza un  proceso de ablandamiento, ya sea natural, por las heladas, o luego de ser almacenadas con tiempo suficiente. 
Una vez que comienza el ablandamiento del fruto, la piel adquiere rápidamente una textura arrugada y se vuelve marrón oscuro. (Este proceso puede confundir a los nuevos consumidores de este fruto, ya que la fruta ablandada se ve y se siente como si la fruta se hubiera echado a perder, a pesar de que puede ser consumida sin problemas).
Una vez ya ablandada, la fruta se puede comer cruda, o preparada como un postre, o ser utilizada para hacer otras preparaciones, como compotas o mermeladas.

### Otros usos
Además de su carácter como frutal hay que añadir su uso ornamental. Especialmente indicada para este uso es la variedad "Dutch", de menor rendimiento frutal pero más vigoroso.[cita requerida]
Su madera es la base para la fabricación del bastón tradicional vasco llamado makila (maquilla), con cuya entrega se rinden honores a las personalidades.[cita requerida]

## Taxonomía
Mespilus germanica fue descrita por Carlos Linneo y publicada en Species Plantarum 1: 478, en el año 1753.
Sinonimia
- Mespilus calicina Stokes, Bot. Mat. Med. 3: 107 (1812), nom. illeg.
- Mespilus communis Gueldenst., Reis. Russland 1: 419 (1787), nom. illeg.
- Mespilus domestica Gaterau, Descr. Pl. Montauban 92 (1789), nom. illeg.
- Pyrus germanica (L.) Hook. fil., Student Fl. Brit. Isl. 127 (1870)
- Crataegus germanica (L.) Kuntze, Revis. Gen. Pl. 1: 215 (1891)
- Ostinia mespilus Clairv., Man. Herbor. Suisse 162 (1811), nom. illeg.
- Crataegus mespilus Jess., Deutsche Excurs.-Fl. 395 (1879), nom. illeg.
- Mespilus vulgaris Rchb., Fl. Germ. Excurs. 630 (1832), nom. illeg.
- Mespilus iberica Sennen & Elías in Sennen, Pl. Espagne 1923 n.º 4987 (1923-24), in sched.
- Mespilus germanica var. sylvestris Duhamel ex DC. in Lam. & DC., Fl. Franç. ed. 3 4(2): 434 (1805)
- Mespilus germanica var. apirena Duhamel ex DC. in Lam. & DC., Fl. Franç. ed. 3 4(2): 435 (1805)
- Mespilus germanica var. macrocarpa Duhamel ex DC. in Lam. & DC., Fl. Franç. ed. 3 4(2): 435 (1805)
- Mespilus germanica var. diffusa Aiton, Hort. Kew. 2: 172 (1789)
- Mespilus germanica var. stricta Aiton, Hort. Kew. 2: 172 (1789)
- Mespilus sylvestris Mill., Gard. Dict. ed. 8. n.º 1 (1768)[3]

## Nombre común
- Cardápano, garimbasta, miézpola, míspero, míspola, mispolera, néspera, niéspera, niéspola, níspera, nisperero, níspero, níspola, níspolo, nispolero o níspola de invierno.[11][12]

## En la literatura

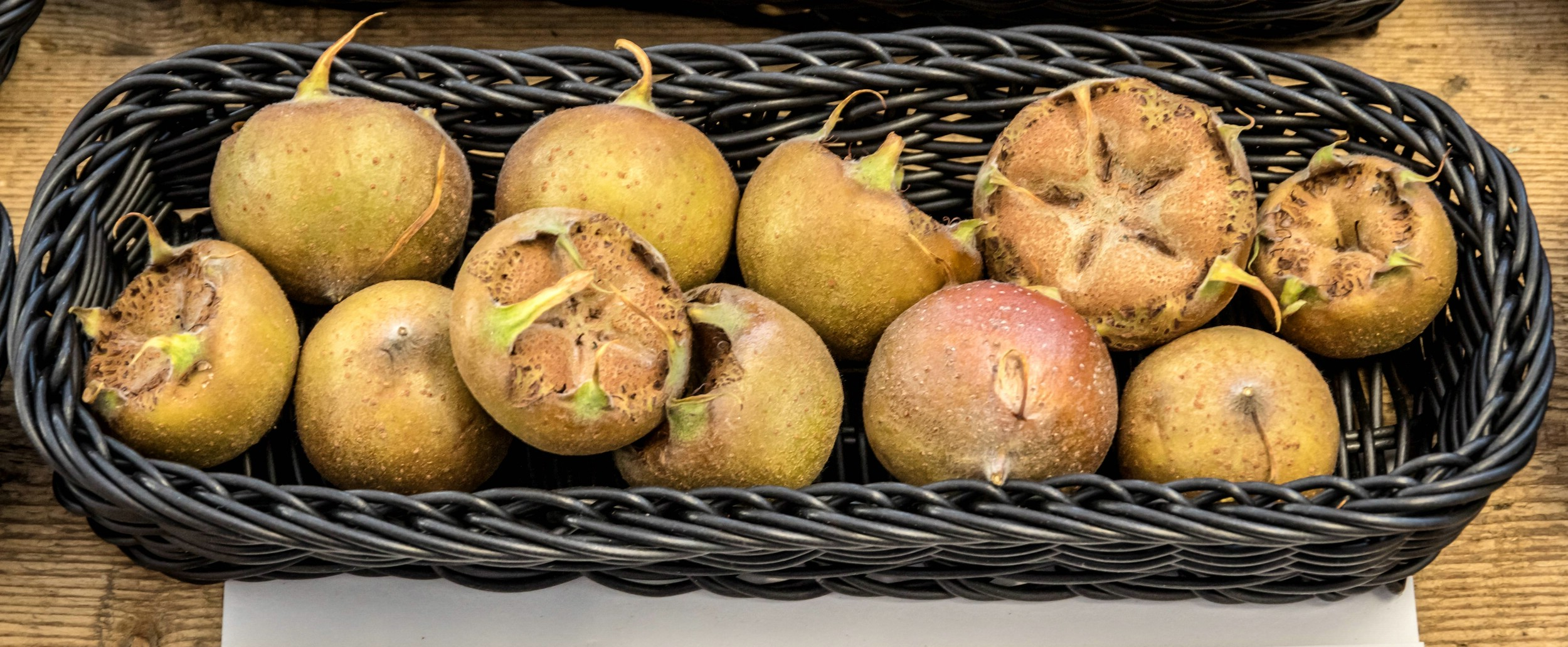
Una cesta de nísperos.

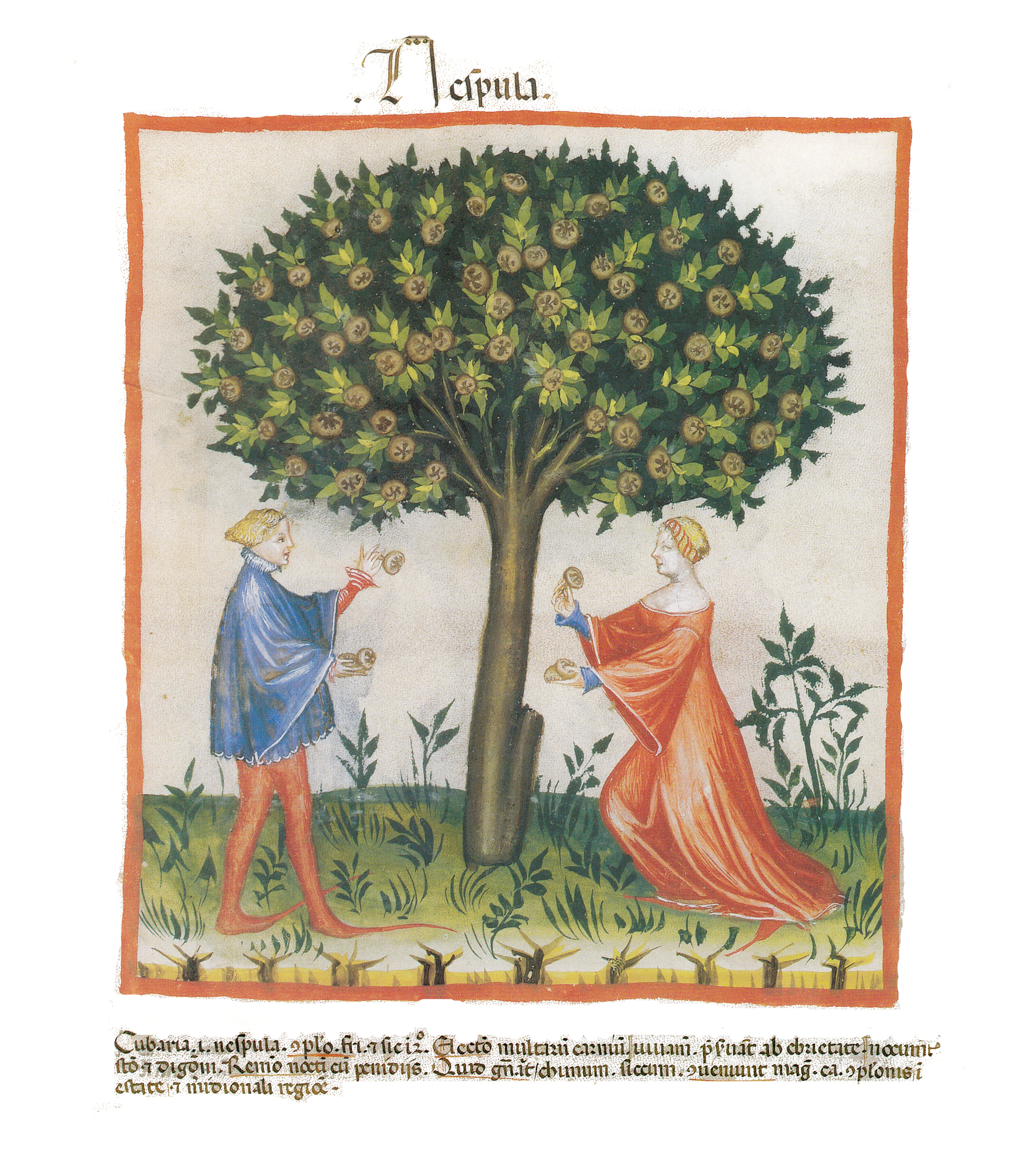
Nísperos representados en Tacuinum Sanitatis, siglo XIV

### Shakespeare
En Timón de Atenas de William Shakespeare, Apemanto obliga a Timón a comer una manzana: "Nunca conociste el centro de la humanidad, pero sí la extremidad de ambos extremos. Cuando vestías tu ropa dorada y perfumada, se burlaban de ti por demasiada curiosidad; cuando vestías harapos no conocías nada, pero eres despreciado por lo contrario. Aquí tienes un níspero; cómelo", tal vez incluyendo un juego de palabras con "entrometido", alguien que se entromete en los asuntos, así como en la podredumbre. (IV.iii.300–305).
En Medida por medida, Lucio excusa su negación de la fornicación pasada porque "de lo contrario me habrían casado con el níspero podrido" (IV.iii.171).
En Como gustéis, Rosalind hace un juego de palabras complicado que implica injertar a su interlocutor con los árboles que la rodean y que llevan cartas de amor y con un níspero: "Lo injertaré contigo, y luego lo injertaré con un níspero. Entonces será el fruto más temprano del país; porque estarás podrido antes de estar medio maduro, y esa es la verdadera virtud del níspero" (III.ii.116-119).
La referencia más famosa a los nísperos, a menudo censurada hasta que las ediciones modernas la aceptaron, aparece en Romeo y Julieta de Shakespeare, cuando Mercutio se ríe del amor no correspondido de Romeo por su amante Rosalina (II, 1, 34-38):

Ahora se sentará bajo un níspero,
Y desearía que su amante fuera esa clase de fruta.
Como llaman las doncellas a los nísperos cuando ríen solas.
Oh Romeo, si ella fuera, oh si ella fuera
¡Un níspero y tú una pera pop'rin!

En los siglos XVI y XVII, los nísperos eran llamados obscenamente "open-arses" (culos abiertos) debido a la forma de los frutos, lo que inspiró juegos de palabras bulliciosos o humorísticamente indecentes en muchas obras de teatro isabelinas y jacobinas del Renacimiento inglés. El nombre sobrevivió en el uso común hasta bien entrado el siglo XX.

### Otros autores de los siglosXVIyXVII
En el capítulo 59 de Don Quijote de Miguel de Cervantes, el héroe epónimo y Sancho Panza "se echan en medio de un campo y se hartan de bellotas o de nísperos".